# William Babell
Œuvres principales
Transcriptions pour clavecin de pièces de Haendel (1717)
William Babell (ou Babel) (1689/1690 - 23 septembre 1723) est un musicien anglais, compositeur et auteur de nombreuses transcriptions de musique vocale pour le clavecin.

## Biographie
William Babell reçut son instruction musicale de son père, Charles Babel, joueur de basson dans l'orchestre de l'opéra royal de Drury Lane, de Johann Christoph Pepusch et peut-être de Georg Friedrich Haendel. Il fut violoniste dans l'orchestre privé du roi George Ier y fut claveciniste à partir de 1711, jouant souvent de concert avec William Corbett, Jacques Paisible puis Matthew Dubourg. Il travailla aussi pour le Théâtre de Lincoln's Inn Fields. De novembre 1718 jusqu'à sa mort, il fut aussi organiste à l'église de Tous les Saints (All Hallows) de Bread Street où son successeur fut John Stanley.
Il composa de nombreuses transcriptions pour le clavecin d'arias des opéras les plus populaires de l'époque. Elles furent publiées en France, aux Pays-Bas, en Allemagne comme en Angleterre et furent à la base de sa réputation. Son style fut très fortement influencé par Haendel. Johann Mattheson le considérait supérieur à Haendel comme organiste virtuose, alors que le musicographe Charles Burney critiquait sa façon de jouer ses transcriptions, disant que 
« il acquit une grande célébrité en adaptant les meilleurs airs de l'opéra Rinaldo et d'autres de la même époque en des suites brillantes mais criardes, dans lesquelles la seule rapidité des mains de l'interprète, sans avoir à y montrer de goût, d'expression, d'harmonie ou de modulation, lui permettaient d'étonner les ignorants et d'acquérir la réputation d'un grand artiste sans trop d'efforts ... M. Babel ... récompense tout à la fois l'oisiveté et la vanité ».
Contrairement à Burney, son collègue historien de la musique John Hawkins estimait qu' « elles sont si réussies ... qu'elles constituent un livre de pièces que peu sont capables de jouer mis à part lui-même, et qui sont depuis longtemps appréciées de façon méritée. »
Parmi les pièces transcrites figurent des arie de l'opéra Rinaldo de Haendel et notamment l'air fameux Vo' far guerra que Haendel considérait comme un « cheval de bataille » pour montrer son jeu au clavecin et qui nécessite une virtuosité remarquable. La transcription de Babell a été composée en se souvenant de la façon dont Haendel improvisait lors de ses concerts. En 1894, Friedrich Chrysander, le grand biographe de Haendel, publia les transcriptions de Babell dans le volume n°48 de la Société Haendel (en).
Babell a aussi composé des sonates pour flûte, violon et basse continue, des concertos et d'autres pièces. Ses mouvements lents sont considérés comme un bon exemple des pratiques d'ornementation et d'improvisation du début du XVIIIe siècle.
Sa mort assez précoce serait due à son intempérance alcoolique. Il fut enterré dans l'église Hallows Church.

## Œuvres imprimées
- The 3rd Book of the Ladys Entertainment, or Banquet of Musick (arrangements pour clavecin) (1709)
- The 4th Book of the Ladys Entertainment (arrangements pour clavecin) (1716)
- Suits of the Most Celebrated Lessons (arrangements pour clavecins de pièces de Haendel) (1717), republiés sous le titre Suits of Harpsichord and Spinnet Lessons (1718)[1]
- The Harpsichord Master Improved … with a Choice Collection of Newest and Most Air'y Lessons (1718)
- Trios de diefferents autheurs choises & mis en ordre par Mr Babel (arrangements pour clavecin) (1720)
- XII Solos … with Proper Graces Adapted to Each Adagio, livre 1 (violon/hautbois, clavecin) (c.1725)
- XII Solos … with Proper Graces Adapted to Each Adagio, livre 2 (violon/hautbois/flûte, clavecin)
- Concertos in 7 Parts pour violons et petites flûtes, ou six flûtes (flûte à bec soprano en ré), op.3 (c.1726)

D'autres œuvres pour clavecin solo existent en manuscrit.

## Ouvrages manuscrits
- Ouverture en la majeur, pour deux violons solo, violoncelle solo, orchestre et basse continue, avec une partie de cembalo solo dans le dernier mouvement.
- manuscrit Add. MS 71209 (British Library), qui contient de la musique originale et arrangée pour clavecin de la main de Babell. Parmi les pièces, on trouve un arrangement de l'allegro de Il Pastor Fido de Haendel avec des indications pour l'accompagnement des cordes, et deux arrangements d'arias, chacun avec un prélude original. Le premier air est Caro bene du pasticcio Clotilda (un arrangement similaire figure dans GB-Lfom, Coke 1257) et le second est une première version de l'arrangement par Babell de l'air Vo' far guerra de Rinaldo de Haendel, que l'on trouve dans Suits of the Most Celebrated Lessons (combinaison des leçons les plus célèbres).
- manuscrit GB-Lfom, Coke 1257 (Foundling Museum, Londres) ; contient une collection de préludes et d'arrangements similaires à ceux de Babell dans Suits of the Most Celebrated Lessons avec plusieurs préludes originaux uniques à cette collection.
- manuscrit I-BGi, Ms XIV 8751 H.1 (le manuscrit de Bergame) contient onze toccatas, deux suites, sept préludes, une seule allemande et un arrangement fragmentaire de « Sally in our alley » de Henry Carey. Plusieurs concordances suggèrent que Babell est l'auteur de la plupart, voire de la totalité, de la musique contenue dans le manuscrit.

## Sources et références
- (en) Cet article est partiellement ou en totalité issu de l’article de Wikipédia en anglais intitulé « William Babell » (voir la liste des auteurs).

1. ↑  (en) William Babell, Georg Friedrich Händel (Compositeur de l'oeuvre adaptée) et Giovanni Bononcini (Compositeur de l'oeuvre adaptée), Suits of the most celebrated lessons, collected and, fitted to the harpsichord or spinnet by Mr W. Babell, with variety of passages by the author, London, J. Walsh & J. Hare, 1717 (BNF 16221609, lire en ligne).

- Gerald Gifford (with Terence Best): 'Babell [Babel], William', Grove Music Online ed. L. Macy, http://www.grovemusic.com/, (accessed 2007-05-01)
- J. A. F. Maitland, ‘Babell, William (1689/90–1723)’, rev. K. D. Reynolds, Oxford Dictionary of National Biography, Oxford University Press, 2004, http://www.oxforddnb.com/, (accessed 2007-05-01)

## Partitions
- « William Babell » (partitions libres de droits), sur l'IMSLP